# Râul Șumuleul Mare
Râul Șumuleul Mare sau Râul Șomleul Mare (maghiară Nagy-Somlyó) este un curs de apă, afluent al râului Mureș. 

## Hărți
- Harta Județul Harghita
- Harta Munții Giurgeu  Arhivat în 27 septembrie 2007, la Wayback Machine.